# IC 2547
IC 2547 ist eine Spiralgalaxie vom Hubble-Typ Sb im Sternbild Kleiner Löwe am Nordsternhimmel. Sie ist schätzungsweise 462 Millionen Lichtjahre von der Milchstraße entfernt.
Das Objekt wurde am 13. Mai 1896 von Stéphane Javelle entdeckt.